# Wilfried Platzer

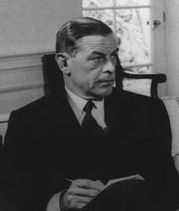
Wilfried Platzer, 1963

Wilfried Platzer (* 5. April 1909 in Sarpsborg, Norwegen; † 12. November 1981 in Laxenburg) war ein österreichischer Botschafter.

## Leben
Wilfried Platzer trat 1933 in den auswärtigen Dienst. Im Jahr 1933 war er der Vaterländischen Front beigetreten. 
1934 wurde er an der Gesandtschaft in Berlin beschäftigt. Von 1934 bis 1938 wurde er in der Abteilung auswärtige Angelegenheiten im Bundeskanzleramt am Ballhausplatz beschäftigt. Von 1938 bis 1945 wurde er im Auswärtigen Amt des Deutschen Reichs beschäftigt. Am 29. August 1940 beantragte er die Aufnahme in die NSDAP und wurde zum 1. Oktober desselben Jahres aufgenommen (Mitgliedsnummer 8.185.644). 1940 wurde er zum Legationssekretär und 1942 zum Legationsrat befördert.
Von 1945 bis 1947 wurde er beim Amt der Vorarlberger Landesregierung beschäftigt. 1947 trat er wieder in den österreichischen auswärtigen Dienst. Von 1950 bis 1954 war er Gesandtschaftsrat in Washington, D.C.
Von 1954 bis 1958 leitete er die wirtschaftspolitische Abteilung im Bundeskanzleramt/Auswärtige Angelegenheiten. 1955 wurde Platzer mit dem Großen Verdienstkreuz mit Stern der Bundesrepublik Deutschland ausgezeichnet.
Von 1958 bis 1965 war er Botschafter in Washington, D.C.
Von 1965 bis 1967 leitete er die wirtschaftspolitische Abteilung im Bundeskanzleramt/Auswärtige Angelegenheiten. Von 1967 bis 1970 war er Generalsekretär für auswärtige Angelegenheiten
Von 14. Oktober 1970 bis 10. Januar 1975 war er Ambassador to the Court of St James’s. Er wurde am Hietzinger Friedhof bestattet.